# Koblenz Open 2018
Il Koblenz Open 2018 è stato un torneo maschile tennis professionistico. È stata la 2ª edizione del torneo, facente parte della categoria Challenger 80 nell'ambito dell'ATP Challenger Tour 2018, con un montepremi di 43 000 €. Si è giocato dal 16 al 21 gennaio 2018 sui campi in cemento indoor della CGM Arena di Coblenza, in Germania.

## Partecipanti

### Teste di serie
| Nazionalità | Giocatore         | Ranking* | Testa di serie |
| ----------- | ----------------- | -------- | -------------- |
| Russia      | Andrey Kuznetsov  | 104      | 1              |
| Italia      | Marco Cecchinato  | 106      | 2              |
| Ucraina     | Sergiy Stakhovsky | 122      | 3              |
| Germania    | Oscar Otte        | 133      | 4              |
| Germania    | Yannick Maden     | 146      | 5              |
| Francia     | Kenny de Schepper | 154      | 6              |
| Slovacchia  | Andrej Martin     | 159      | 7              |
| Spagna      | Tommy Robredo     | 163      | 8              |

- Ranking all'8 gennaio 2018.

### Altri partecipanti
I seguenti giocatori hanno ricevuto una wild card per il tabellone principale:
- Jan Choinski
- Benjamin Hassan
- Marvin Möller
- Mats Moraing

I seguenti giocatori sono entrati in tabellone come alternate:
- Ilya Ivashka
- Tommy Robredo
- Sergiy Stakhovsky

I seguenti giocatori sono passati dalle qualificazioni:
- Joris De Loore
- Christopher Heyman
- Filip Horanský
- Mikael Ymer

## Punti e montepremi
| Torneo    | Torneo              | V     | F     | SF    | QF    | 2T  | 1T  | Q | Q2 | Q1 |
| Singolare | Punti               | 80    | 48    | 29    | 15    | 6   | 0   | 3 | 0  | 0  |
| Singolare | Premi in denaro (€) | 6 190 | 3 650 | 2 160 | 1 260 | 730 | 450 | – | –  | –  |
| Doppio    | Punti               | 80    | 48    | 29    | 15    | –   | 0   | – | –  | –  |
| Doppio    | Premi in denaro (€) | 2 670 | 1 550 | 930   | 550   | –   | 310 | – | –  | –  |

## Campioni

### Singolare
Mats Moraing ha sconfitto in finale  Kenny de Schepper con il punteggio di 6–2, 6–1.

### Doppio
Romain Arneodo /  Tristan-Samuel Weissborn hanno sconfitto in finale  Sander Arends /  Antonio Šančić con il punteggio di 6(4)–7, 7–5, [10–6].